# Муниципальное образование «Целинный»
Муниципальное образование «Целинный» — муниципальное образование со статусом сельского поселения в Нукутском районе Иркутской области России. Административный центр — Целинный.

## Демография
По результатам Всероссийской переписи населения 2010 года
численность населения муниципального образования составила 1115 человек, в том числе 554 мужчины и 561 женщина.

## Населённые пункты
В состав муниципального образования входят населённые пункты:
- Целинный
- Наймодай
- Новоселова
- Саган-Жалгай
- Ункурлик